# Euglenes guamensis
Euglenes guamensis is een keversoort uit de familie schijnsnoerhalskevers (Aderidae). De wetenschappelijke naam van de soort werd in 1942 gepubliceerd door Blair.